# Diodor (Kariwalis)
Diodor, imię świeckie Damianos Kariwalis (ur. 14 sierpnia 1923 na wyspie Chios, zm. 19 grudnia 2000 w Jerozolimie) – grecki duchowny prawosławny, patriarcha Jerozolimy w latach 1981–2000.

## Życiorys
Urodził się w wielodzietnej rodzinie greckiego kapłana prawosławnego. Od 1938 mieszkał w Jerozolimie, w 1944 złożył wieczyste śluby mnisze i wstąpił do Bractwa Świętego Grobu. W 1947 wyświęcony na kapłana. Od 1952 do 1956 studiował teologię na uniwersytecie w Atenach. Po powrocie do Jerozolimy w 1957 został bibliotekarzem i archiwistą Patriarchatu Jerozolimskiego.
27 listopada 1962 miała miejsce jego chirotonia na biskupa hierapolskiego. W 1963 został skierowany do Jordanii, gdzie był patriarszym namiestnikiem z siedzibą w Ammanie.
Po śmierci patriarchy Benedykta w grudniu 1980 został 16 lutego następnego roku wybrany na jego następcę i 1 marca uroczyście intronizowany. W okresie sprawowania przezeń urzędu Patriarchat Jerozolimski wycofał się z dotychczasowych bliskich relacji z Kościołem katolickim, zaś w 1989 jego przedstawiciele całkowicie zaprzestali angażowania się w ruch ekumeniczny, uzasadniając tę decyzję prowadzeniem przez Kościół katolicki polityki prozelityzmu na terenach zamieszkanych przez wyznawców prawosławia. Kontrowersje budził autokratyczny sposób zarządzania przez Diodora patriarchatem, jak również zapoczątkowana przez niego praktyka sprzedawania państwu Izrael ziemi należącej do Kościoła prawosławnego.
W ostatnich latach życia ciężko chorował, poruszał się na wózku inwalidzkim.
Zmarł w 2000.